# Jennell Hawkins
 (juin 2025).
Si vous disposez d'ouvrages ou d'articles de référence ou si vous connaissez des sites web de qualité traitant du thème abordé ici, merci de compléter l'article en donnant les références utiles à sa vérifiabilité et en les liant à la section « Notes et références ».
 (juin 2025).
La mise en forme du texte ne suit pas les recommandations de Wikipédia : il faut le « wikifier ».
Les points d'amélioration suivants sont les cas les plus fréquents. Le détail des points à revoir est peut-être précisé sur la page de discussion.
- Les titres sont pré-formatés par le logiciel. Ils ne sont ni en capitales, ni en gras.
- Le texte ne doit pas être écrit en capitales (les noms de famille non plus), ni en gras, ni en italique, ni en « petit »…
- Le gras n'est utilisé que pour surligner le titre de l'article dans l'introduction, une seule fois.
- L'italique est rarement utilisé : mots en langue étrangère, titres d'œuvres, noms de bateaux, etc.
- Les citations ne sont pas en italique mais en corps de texte normal. Elles sont entourées par des guillemets français : « et ».
- Les listes à puces sont à éviter, des paragraphes rédigés étant largement préférés. Les tableaux sont à réserver à la présentation de données structurées (résultats, etc.).
- Les appels de note de bas de page (petits chiffres en exposant, introduits par l'outil «  Source ») sont à placer entre la fin de phrase et le point final[comme ça].
- Les liens internes (vers d'autres articles de Wikipédia) sont à choisir avec parcimonie. Créez des liens vers des articles approfondissant le sujet. Les termes génériques sans rapport avec le sujet sont à éviter, ainsi que les répétitions de liens vers un même terme.
- Les liens externes sont à placer uniquement dans une section « Liens externes », à la fin de l'article. Ces liens sont à choisir avec parcimonie suivant les règles définies. Si un lien sert de source à l'article, son insertion dans le texte est à faire par les notes de bas de page.
- La présentation des références doit suivre les conventions bibliographiques. Il est recommandé d'utiliser les modèles {{Ouvrage}}, {{Chapitre}}, {{Article}}, {{Lien web}} et/ou {{Bibliographie}}. Le mode d'édition visuel peut mettre en forme automatiquement les références.
- Insérer une infobox (cadre d'informations à droite) n'est pas obligatoire pour parachever la mise en page.

Pour une aide détaillée, merci de consulter Aide:Wikification.
Si vous pensez que ces points ont été résolus, vous pouvez retirer ce bandeau et améliorer la mise en forme d'un autre article.
 (juin 2025).
Pour les articles homonymes, voir Hawkins.
Jennell Ruth Hawkins née Grimes le 8 avril 1938 à Los Angeles et morte le 13 octobre 2006 est une chanteuse et musicienne américaine de R&B qui a enregistré dans les années 1950 et au début des années 1960 et a connu un succès dans le Top 50 en 1961 avec Moments to Remember.

## Biographie
Jennell « Jenny » Grimes est née à Los Angeles et, alors qu'elle était au lycée Jefferson, elle a formé un groupe musical, les Fidelitones, avec ses amis Marc Gordon (qui deviendra plus tard un auteur-compositeur et un producteur de disques à succès), Ray Brewster et Bill Piper. Elle fait également la connaissance de son camarade de classe et aspirant auteur-compositeur Richard Berry, et en 1954, Berry et elle ont enregistré l'une de ses chansons, Each Step, avec l'arrangeur Maxwell Davis, qui a été publiée sur le label Flair, créditée à Ricky et Jennell. Elle a également joué le piano du titre « My Aching Heart » des Flippers en 1955. Bien qu'initialement réticente, car elle se considérait plus comme une pianiste et organiste que comme une chanteuse, elle a rejoint le groupe de soutien de Berry, les Dreamers, et fut chanteuse princiaple sur le single des Dreamers de 1957, Since You've Been Gone.  Elle a épousé Lawrence Hawkins en 1956,  et à cette même époque a rejoint un autre groupe vocal, les Combonettes, qui a enregistré trois singles pour le label Combo, dont « Hi Diddle Diddle ».
Elle a fait ses premiers enregistrements solo en 1961, en sortant I Pity You Fool sur le label Dynamic avant d'enregistrer la chanson de Richard Berry Moments To Remember auprès du petit label Titanic. Le disque connaît un succès local et, rebaptisé Moments, a été réédité par le plus grand label Amazon appartenant au DJ Rudy Harvey. Le disque se hisse à la 16e place du Billboard R&B Chart national et la 50e place du classement pop. Elle enchaîne en 1962 avec une version du tube de Barrett Strong Money (That's What I Want), co-écrite par Berry Gordy, qui a atteint la 17e place du classement R&B. Elle a également sorti deux albums sur le label Amazon, The Many Moods of Jenny (1961), crédité au Jennell Hawkins Quintet, et Moments To Remember (1962).  
Cependant, Hawkins se désillusionne des pratiques commerciales de Harvey. Bien qu'il a été indiqué précédemment que Harvey avait été victime d'un meurtre non résolu, la famille de Harvey conteste cette affirmation et affirme qu'il est mort de causes naturelles en 1992. En outre, la famille de Harvey indique qu'il n'était pas impliqué dans des pratiques commerciales douteuses et qu'il était un homme d'affaires prospère ainsi qu'un père de famille dévoué. Jennell a quitté l'industrie du disque peu après pour se consacrer à sa famille et à l'église. Elle a ensuite travaillé pour des entreprises de pompes funèbres, conduisant un corbillard et jouant de l'orgue lors des funérailles. Dans les années 1970, elle réapparaît avec un sextuor pour accompagner Johnny Morisette sur son enregistrement jazz-funk de I'm Hungry. Elle se produit également occasionnellement avec son sextuor dans les boîtes de nuit de Los Angeles, apparaissant souvent avec le saxophoniste Big Jay McNeely. En 2002, elle retrouve les Dreamers pour se produire lors d'un événement de renaissance du doo-wop.
Victime d'un grave accident vasculaire cérébral en 2005, elle décède l'année suivante à l'âge de 68 ans, le jour où elle devait recevoir un certificat du maire pour reconnaître sa contribution à la musique locale.  